# صحافی با پوست انسان

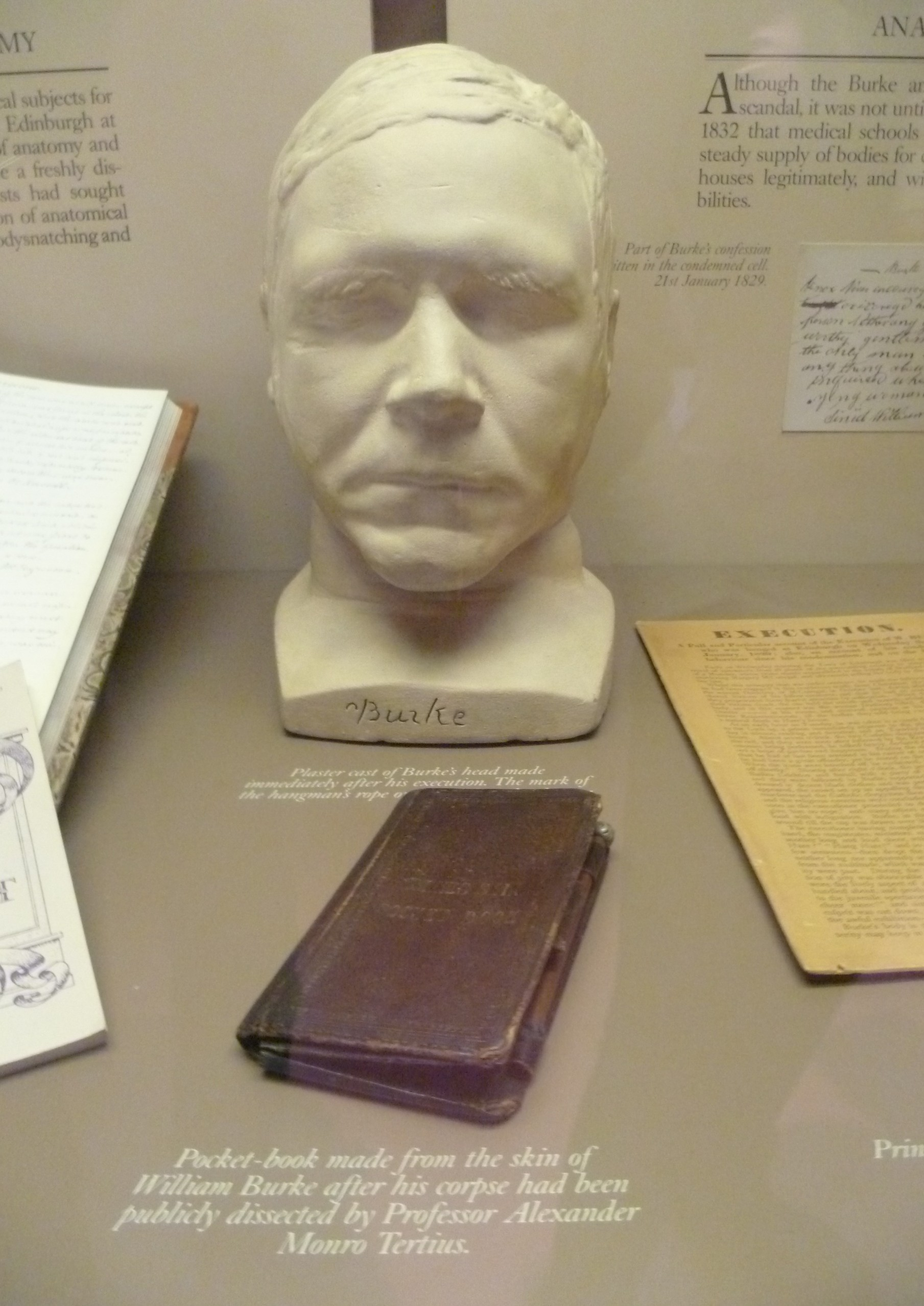
جلد کتاب صحافی شده با پوست ویلیام بورک واقع در موزهٔ سالن جراحان ادینبورگ

صحافی با پوست انسان (به انگلیسی: Anthropodermic bibliopegy) شامل پیچیدن و جلد کردن کتاب با پوست بدن انسان است که یکی از قدیمی‌ترین روش‌های محدود صحافی در برخی کشورها بوده‌است. در دوران گذشته بعضی از مردم از این کار برای جاودانه کردن یاد و خاطره افراد استفاده می‌کردند. بعضی‌ها وصیت می‌کردند که بعد از مرگشان، پوستشان به جلد کتاب تبدیل شود. در قرن هفدهم پزشکان علاقه داشتند کتاب‌هایشان را با پوست جسدها جلد کنند. مخصوصاً جسدهایی که خودشان کالبد شکافی کرده بودند. البته با دباغی کردن پوست، دی ان ای آن را از بین می‌رود، به همین دلیل هم نمی‌توان به‌طور قطع مشخص کرد که کتابی با پوست انسان صحافی شده‌است یا نه واگر روی خود کتاب چیزی در این باره نوشته نشده باشد، راهی برای تشخیص دادن آن وجود ندارد.

## برخی نمونه‌ها

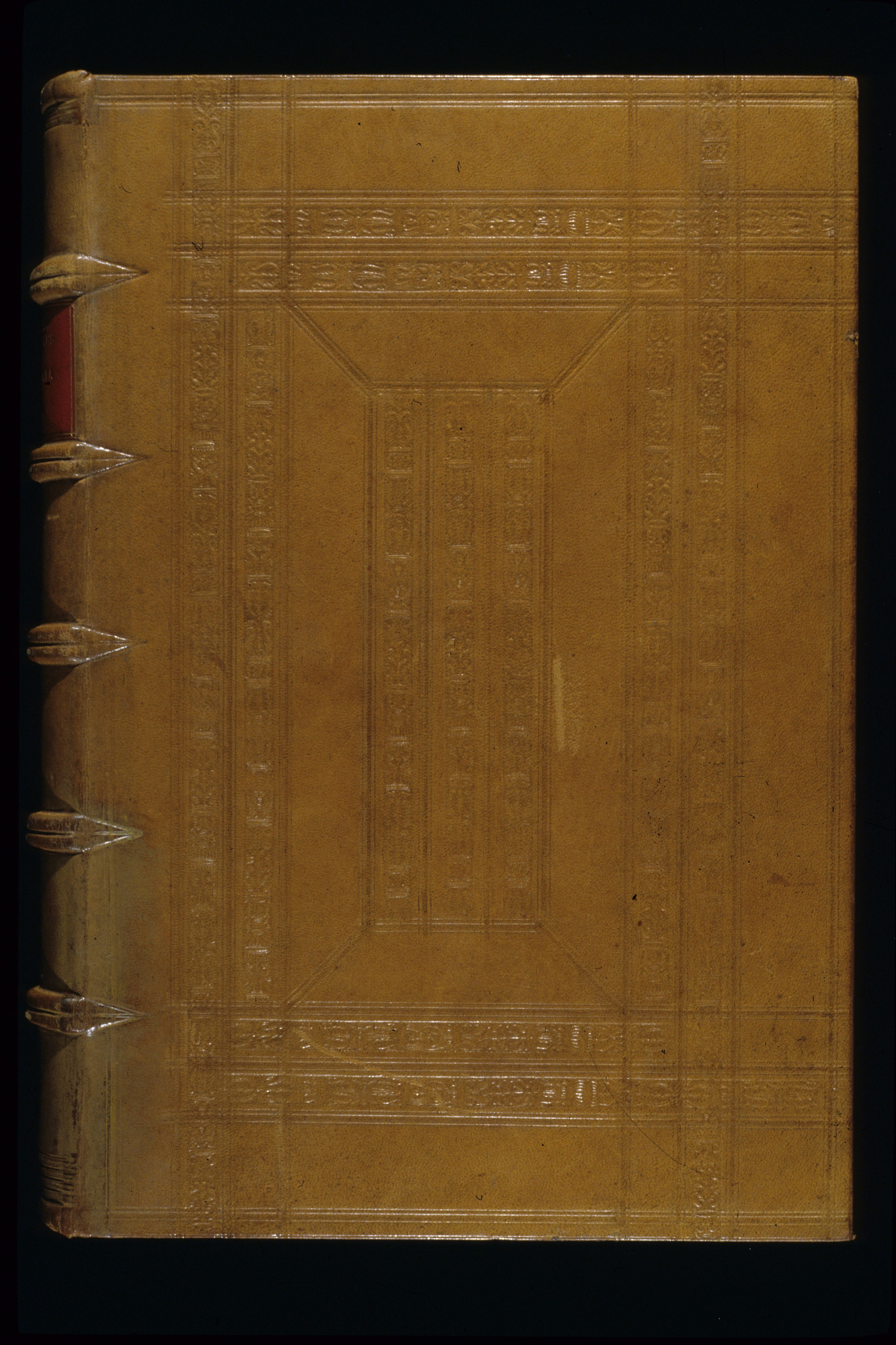
صحافی با پوست انسان

کتاب‌های صحافی شده با پوست انسان، هم‌اکنون در کتابخانهٔ لنگدل در دانشگاه هاروارد قرار دارد. این کتاب، کتابی اسپانیایی در زمینهٔ قانون است که در قرن هفدهم نوشته شده‌است.
نمونهٔ دیگر کتاب جیمز آلن است. جیمز آلن راهزنی در شهر بوستون بود که در اوایل قرن نوزدهم زندگی می‌کرد. بعد از چندین سال راهزنی بالاخره جیمز آلن دستگیر شد و به زندان افتاد. آلن در زندان آن قدر از گناهان زندگی اش پشیمان شده بود که شروع به نوشتن حسب حال و اعترافاتش کرد. زمانی هم که دیگر قادر به نوشتن نبود، رئیس زندان برایش می‌نوشت. آلن قبل از مرگش از رئیس زندان درخواست کرد که بعد از مرگش، دست نوشته‌هایش با پوست خودش صحافی بشوند. در حاضر نسخه‌های زیادی از کتاب جیمز آلن موجود است ولی نسخهٔ اصلی آن هم‌اکنون در موزهٔ «بوستون آتنیوم» نگهداری می‌شود.
در بعضی از کشورها، توضیحات دادگاه و اعدام قاتل‌های محکوم به مرگ را با پوست خود آن‌ها جلد می‌کردند تا نوعی مجازات بعد از مرگ به حساب بیاید.
یکی از معروف‌ترین این قاتل‌ها ویلیام بورک است. در سال‌های ۱۸۲۷ و ۱۸۲۸، ویلیام بورک و همدستش ویلیام هر، هفده نفر را به قتل رساندند. هدف بورک و هیر تنها فروختن اجساد به پزشکی به نام رابرت ناکس بود. بعد از دستگیری، هیر علیه بروک شهادت داد و به زندان محکوم شد ولی بروک اعدام شد. بعد از اعدام و کالبدشکافی جسدش، گزارش دادگاه با پوست او جلد شد.
در دوران انقلاب فرانسه، جلد کردن کتاب با پوست انسان زیاد رواج داشته‌است و حتی یکی از کتاب شعرهای جان میلتون، شاعر و نویسندهٔ انگلیسی هم با پوست انسان جلد شده‌است. آخرین کتاب شناخته شدهٔ جلد شده با پوست انسان در سال ۱۸۹۳ منتشر شده‌است و هم‌اکنون در موزهٔ دانشگاه براون قرار دارد.

## نگارخانه

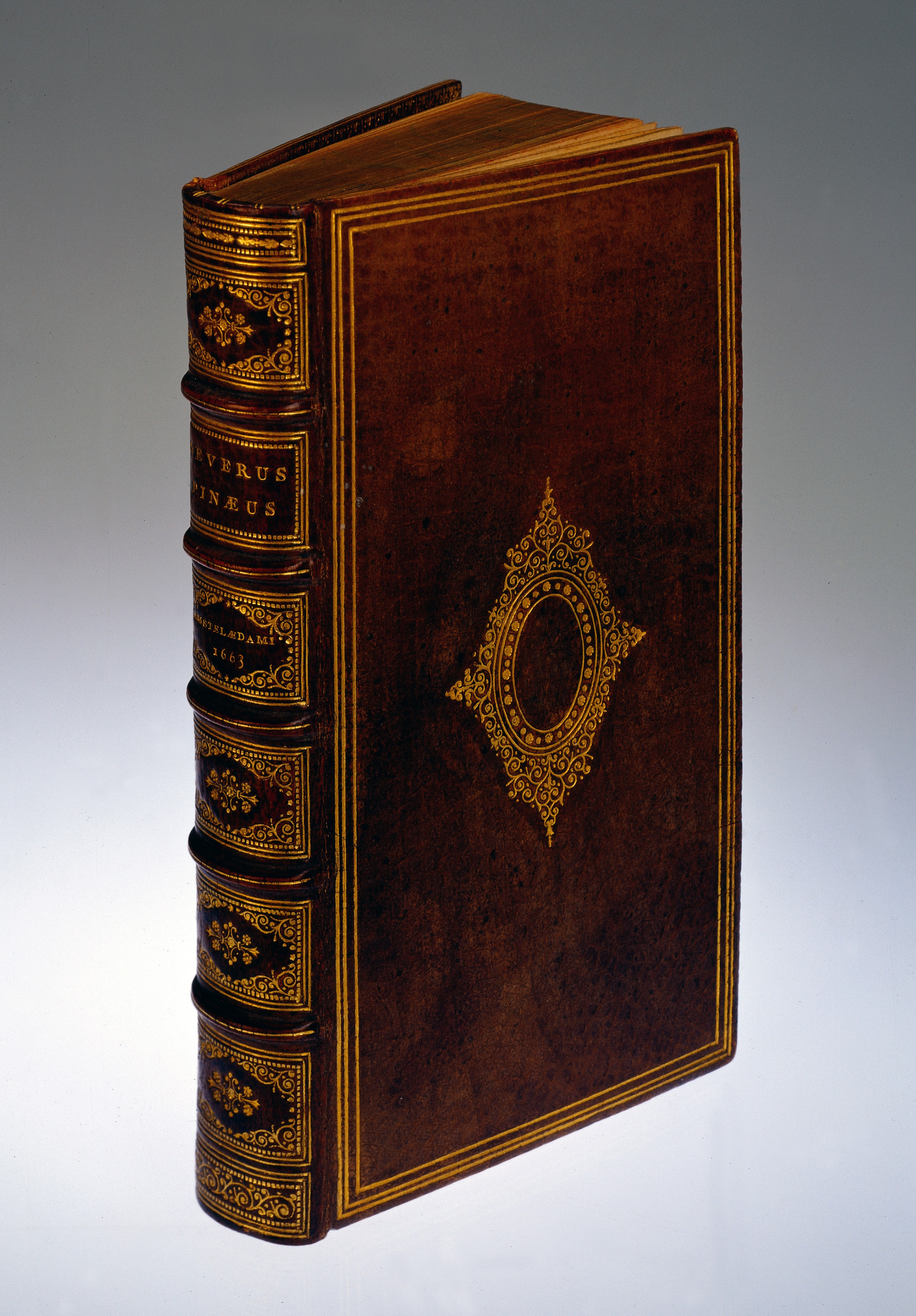
کتاب صحافی شده با پوست انسان در کتابخانه ولکام لندن